# Mothobi Mvala
Mothobi Mvala (14 giugno 1994) è un calciatore sudafricano, attaccante del M. Sundowns e della nazionale sudafricana.

## Carriera

### Club
Ha sempre giocato nella prima divisione sudafricana.

### Nazionale
Ha rappresentato la Nazionale sudafricana alle Olimpiadi del 2016.

## Statistiche

### Cronologia presenze e reti in nazionale
| Cronologia completa delle presenze e delle reti in nazionale ― Sudafrica | Cronologia completa delle presenze e delle reti in nazionale ― Sudafrica | Cronologia completa delle presenze e delle reti in nazionale ― Sudafrica | Cronologia completa delle presenze e delle reti in nazionale ― Sudafrica | Cronologia completa delle presenze e delle reti in nazionale ― Sudafrica | Cronologia completa delle presenze e delle reti in nazionale ― Sudafrica | Cronologia completa delle presenze e delle reti in nazionale ― Sudafrica | Cronologia completa delle presenze e delle reti in nazionale ― Sudafrica |
| Data                                                                     | Città                                                                    | In casa                                                                  | Risultato                                                                | Ospiti                                                                   | Competizione                                                             | Reti                                                                     | Note                                                                     |
| ------------------------------------------------------------------------ | ------------------------------------------------------------------------ | ------------------------------------------------------------------------ | ------------------------------------------------------------------------ | ------------------------------------------------------------------------ | ------------------------------------------------------------------------ | ------------------------------------------------------------------------ | ------------------------------------------------------------------------ |
| 4-7-2017                                                                 | Polokwane                                                                | Sudafrica                                                                | 2 – 0                                                                    | Botswana                                                                 | COSAFA Cup 2018 - Semifinale 5º posto                                    | 1                                                                        |                                                                          |
| 7-7-2017                                                                 | Polokwane                                                                | Sudafrica                                                                | 1 – 0                                                                    | Namibia                                                                  | COSAFA Cup 2018 - Finale 5º posto                                        | -                                                                        | 62’                                                                      |
| 15-7-2017                                                                | Francistown                                                              | Botswana                                                                 | 0 – 2                                                                    | Sudafrica                                                                | Qual. Campionato delle Nazioni Africane 2018                             | -                                                                        |                                                                          |
| 22-7-2017                                                                | Moruleng                                                                 | Sudafrica                                                                | 1 – 0                                                                    | Botswana                                                                 | Qual. Campionato delle Nazioni Africane 2018                             | -                                                                        | 75’                                                                      |
| 8-10-2020                                                                | Durban                                                                   | Sudafrica                                                                | 1 – 1                                                                    | Namibia                                                                  | Amichevole                                                               | -                                                                        | 11’ 52’                                                                  |
| 11-10-2020                                                               | Durban                                                                   | Sudafrica                                                                | 1 – 2                                                                    | Zambia                                                                   | Amichevole                                                               | -                                                                        | 68’                                                                      |
| 3-9-2021                                                                 | Harare                                                                   | Zimbabwe                                                                 | 0 – 0                                                                    | Sudafrica                                                                | Qual. Mondiali 2022                                                      | -                                                                        |                                                                          |
| 6-9-2021                                                                 | Johannesburg                                                             | Sudafrica                                                                | 1 – 0                                                                    | Ghana                                                                    | Qual. Mondiali 2022                                                      | -                                                                        | 53’ 77’                                                                  |
| 9-10-2021                                                                | Bahir Dar                                                                | Etiopia                                                                  | 1 – 3                                                                    | Sudafrica                                                                | Qual. Mondiali 2022                                                      | 1                                                                        |                                                                          |
| 25-3-2022                                                                | Kortrijk                                                                 | Sudafrica                                                                | 0 – 0                                                                    | Guinea                                                                   | Amichevole                                                               | -                                                                        | 45’                                                                      |
| 29-3-2022                                                                | Villeneuve-d'Ascq                                                        | Francia                                                                  | 5 – 0                                                                    | Sudafrica                                                                | Amichevole                                                               | -                                                                        |                                                                          |
| 4-9-2022                                                                 | Soweto                                                                   | Sudafrica                                                                | 1 – 4                                                                    | Angola                                                                   | Campionato delle Nazioni Africane 2022                                   | -                                                                        | 4’ 56’                                                                   |
| 24-3-2023                                                                | Soweto                                                                   | Sudafrica                                                                | 2 – 2                                                                    | Liberia                                                                  | Qual. Coppa d'Africa 2023                                                | -                                                                        |                                                                          |
| 29-3-2023                                                                | Monrovia                                                                 | Liberia                                                                  | 1 – 2                                                                    | Sudafrica                                                                | Qual. Coppa d'Africa 2023                                                | -                                                                        |                                                                          |
| 17-6-2023                                                                | Durban                                                                   | Sudafrica                                                                | 2 – 1                                                                    | Marocco                                                                  | Qual. Coppa d'Africa 2023                                                | -                                                                        |                                                                          |
| 12-9-2023                                                                | Soweto                                                                   | Sudafrica                                                                | 1 – 0                                                                    | RD del Congo                                                             | Amichevole                                                               | -                                                                        | 15’                                                                      |
| 17-10-2023                                                               | Abidjan                                                                  | Costa d'Avorio                                                           | 1 – 1                                                                    | Sudafrica                                                                | Amichevole                                                               | -                                                                        |                                                                          |
| 18-11-2023                                                               | Durban                                                                   | Sudafrica                                                                | 2 – 1                                                                    | Benin                                                                    | Qual. Mondiali 2026                                                      | -                                                                        | 61’                                                                      |
| 16-1-2024                                                                | Korhogo                                                                  | Mali                                                                     | 2 – 0                                                                    | Sudafrica                                                                | Coppa d'Africa 2023 - 1º turno                                           | -                                                                        | 58’                                                                      |
| 21-1-2024                                                                | Korhogo                                                                  | Sudafrica                                                                | 4 – 0                                                                    | Namibia                                                                  | Coppa d'Africa 2023 - 1º turno                                           | -                                                                        |                                                                          |
| 24-1-2024                                                                | Korhogo                                                                  | Sudafrica                                                                | 0 – 0                                                                    | Tunisia                                                                  | Coppa d'Africa 2023 - 1º turno                                           | -                                                                        |                                                                          |
| 30-1-2024                                                                | San-Pédro                                                                | Marocco                                                                  | 0 – 2                                                                    | Sudafrica                                                                | Coppa d'Africa 2023 - Ottavi di finale                                   | -                                                                        | 83’                                                                      |
| 3-2-2024                                                                 | Yamoussoukro                                                             | Capo Verde                                                               | 0 – 0 dts (1 – 2 dtr)                                                    | Sudafrica                                                                | Coppa d'Africa 2023 - Quarti di finale                                   | -                                                                        |                                                                          |
| 7-2-2024                                                                 | Bouaké                                                                   | Nigeria                                                                  | 1 – 1 dts (4 – 2 dtr)                                                    | Sudafrica                                                                | Coppa d'Africa 2023 - Semifinale                                         | -                                                                        |                                                                          |
| 7-6-2024                                                                 | Uyo                                                                      | Nigeria                                                                  | 1 – 1                                                                    | Sudafrica                                                                | Qual. Mondiali 2026                                                      | -                                                                        |                                                                          |
| 11-6-2024                                                                | Bloemfontein                                                             | Sudafrica                                                                | 3 – 1                                                                    | Zimbabwe                                                                 | Qual. Mondiali 2026                                                      | -                                                                        |                                                                          |
| 15-11-2024                                                               | Kampala                                                                  | Uganda                                                                   | 0 – 2                                                                    | Sudafrica                                                                | Qual. Coppa d'Africa 2025                                                | -                                                                        |                                                                          |
| Totale                                                                   |                                                                          | Presenze                                                                 | 27                                                                       |                                                                          | Reti                                                                     | 1                                                                        |                                                                          |

## Palmarès

### Club

#### Competizioni nazionali
- Campionato sudafricano: 5

Mamelodi Sundowns: 2020-2021, 2021-2022, 2022-2023, 2023-2024, 2024-2025

#### Competizioni internazionali
- African Football League: 1

Mamelodi Sundowns: 2023